# Estació de Nortkerque
L'estació de Nortkerque és una estació ferroviària situada al municipi francès de Nortkerque (al departament del Pas de Calais).
És servida pels trens del TER Nord-Pas-de-Calais (de Boulogne-Ville a Lille-Flandres i de Calais-Ville a Béthune).
| Provinença     | Estació anterior | Línia                  | Estació següent | Destinació     |
| -------------- | ---------------- | ---------------------- | --------------- | -------------- |
| Boulogne-Ville | Pont-d'Ardres    | TER Nord-Pas-de-Calais | Audruicq        | Lille-Flandres |
| Calais-Ville   | Pont-d'Ardres    | TER Nord-Pas-de-Calais | Audruicq        | Béthune        |